# Tralhoto
Tralhoto é o nome dado a duas espécies de peixes pelágicos amazônicos da família Anablepidae, a Anableps anableps e a Anableps microlepis. O gênero Anableps inclui ainda outra espécie, a Anableps dowi, presente mais ao norte, nas costas da América Central e do México.
Devido a presença de uma estrutura dupla nos olhos proeminentes acima da cabeça, o tralhoto também é popularmente conhecido como peixe-de-quatro-olhos: a córnea de cada olho está dividida horizontalmente em duas zonas, a de cima fortemente convexa e a de baixo plana; essa singular característica também divide cada pupila em duas, a de cima adaptada à visão fora da água e a de baixo adaptada à visão subaquática.
As duas populações de tralhoto ocorrem juntas e são encontradas tanto em água doce quanto salobra do estuário amazônico. Estudos revelaram, entretanto, que cada espécie tem preferência quanto ao teor de sal na água: a A. anableps predomina no inverno, quando a água está doce, e a A. microlepis predomina no verão, quando a água está mais salobra.
Existe dimorfismo sexual em A. ableps. Um estudo com peixes da Amazônia encontrou mais machos do que fêmeas na população, havendo em média 2,1 fêmeas para cada macho. As fêmeas medem em média 18,5 cm e pesam em média 80 gramas, sendo maiores do que os machos, que têm em média 14 cm de comprimento e peso de 31 g.